# Simon Patterson
Simon Patterson (* 24. September 1981 in Belfast) ist ein britischer DJ und Trance-Produzent aus London.

## Biographie
Simon Patterson begann seine Karriere im Musikbusiness im Bereich A&R, für den er bei verschiedenen Labels verantwortlich war. Er wurde unter anderem von Seb Fontaine verpflichtet, arbeitete für Judge Jules und war den beiden jeweils behilflich bei der Musikauswahl für deren wöchentlichen Radiosendungen auf BBC Radio 1.
Im Jahr 2000 begann er auch als DJ zu spielen, wurde Resident-DJ im Londoner Club The Cross und begann auch selber Musik produzieren, um seinen Namen bekannter zu machen. Bekanntheit erlangte Simon Patterson insbesondere durch sein Trance-Projekt Dogzilla, das er von 2003 bis 2008 zusammen mit Richie Kayvan betrieb. Ihren größten Erfolg hatten sie mit der Single Without You, die in einigen europäischen Ländern Chartplatzierungen erreichte und heute als Trance-Klassiker angesehen wird. 
2006 veröffentlichte Simon Patterson mit F-16 seine erste Solo-Single. Zwei Jahre später verließ er das Trance-Projekt Dogzilla und konzentrierte sich seither auf seine Solo-Karriere. 
2010 kam Patterson in der Wahl der Top 100 DJs von DJ Mag auf Platz 28.

## Diskographie

### Singles
- 2006: F-16
- 2007: Panic Attack / Strip Search
- 2007: Bulldozer / We'll See
- 2008: Smack / Whatever It Takes
- 2008: Different Feeling
- 2008: Us
- 2008: Somethin's Up (mit Sean Tyas)
- 2009: For the Most Part (mit Sean Tyas)
- 2009: Always
- 2009: Thump
- 2010: Taxi
- 2010: Miss You
- 2010: Mood Swing
- 2011: Latika
- 2011: Keep Quiet (feat. Lucy Pullin)
- 2011: Come to Me (mit Greg Downey) (feat. Bo Bruce)
- 2012: So What
- 2012: Within
- 2012: Always (Jordan Suckley Remix)
- 2012: Here & Now (feat. Sarah Howells)
- 2012: Keep Quiet (feat. Lucy Pullin)
- 2012: Northern Lights
- 2012: Smack (John Askew Remix)
- 2012: We'll See (Paul Webster Remix)
- 2013: Zero Contact With The Humans
- 2013: Vanilla (feat. Jordan Suckley)
- 2013: The One (feat. Lucy Pullin)
- 2013: Brush Strokes
- 2013: Zero Contact with the Humans
- 2014: Shadows (mit Astrix)
- 2014: Whites Of Her Eyes
- 2015: Apex

### Remixe
- 2008: Mark Pledger vs. Matt Hardwick feat. Melinda Gareh – Fallen Tides
- 2009: Sam Sharp – Roundabout
- 2010: John Askew – Black Out
- 2013: Neelix – Leave Me Alone
- 2014: Armin van Buuren – Ping Pong
- 2014: Coldplay – See You Soon